# O Primeiro Natal do Mundo
O Primeiro Natal do Mundo é um filme de comédia brasileiro de 2023, dirigido por Susana Garcia e Gigi Soares a partir de um roteiro de Julia Lordello, Carolina Minardi, Guilherme Ruiz e Leandro Soares. Estrelado por Lázaro Ramos e Ingrid Guimarães, o filme narra a história de uma família caótica que tenta recriar o feriado de Natal em um mundo onde essa festividade é desconhecida, pois ela simplesmente desaparece da noite para o dia.
O Primeiro Natal do Mundo foi lançado em 8 de dezembro de 2023 pelo Prime Video. O filme conta ainda com as participações de Fabiana Karla, Rafael Infante, Stella Miranda, Igor Jansen, Yasmin Londouik e as crianças Theo Matos e Valen Gaspar no elenco. O filme foi bem recebido pela crítica que, no geral, apontou elogios para o roteiro eficiente para uma comédia de natalina e o desempenho do elenco, com destaque para os protagonistas, a atuação cômica de Fabiana Karla e os atores mirins. Em seu lançamento, ocupou o TOP 1 na plataforma do Prime Video.

## Sinopse
A família Pinheiro Lima, formada por Pepê (Lázaro Ramos), um professor viúvo pai de duas meninas, e sua nova esposa, Tina (Ingrid Guimarães), uma chef de cozinha e mãe de dois filhos, tem uma véspera de Natal caótica quando uma das crianças deseja que a data desapareça e o pedido é atendido. Em um mundo em que ninguém ouviu falar do Natal, eles embarcam numa jornada para recriar o feriado.

## Elenco
- Lázaro Ramos como Pepê
- Ingrid Guimarães como Tina
- Fabiana Karla como Silvana (Sil)
- Rafael Infante como Duende Max
- Igor Jansen como Arthur
- Theo Matos como Gael
- Valen Gaspar como Maju
- Yasmin Londuik como Nanda
- Stella Miranda como Dona Paula
- Cézar Maracujá como Jovelino

## Produção
Em uma entrevista à CNN, Fabiana Karla, que interpreta a vilã do filme, destacou que a produção é "genuinamente brasileira", ressaltando suas nuances culturais em contraste com os filmes americanos.  Fabiana observou que o filme explora relações familiares e conflitos, mostrando como a magia do Natal pode promover perdão e novos começos. Ingrid Guimarães comentou sobre sua experiência com filmes natalinos norte-americanos e a importância de trazer uma nova perspectiva ao cinema brasileiro, incorporando elementos locais, como capivaras e jet skis, em vez de tradições convencionais.
Lázaro Ramos enfatizou a diversidade nas celebrações natalinas, refletindo sobre a dinâmica familiar contemporânea, onde laços se formam entre filhos de diferentes relacionamentos. A diretora Susana Garcia mencionou que a família começa disfuncional, mas reencontra o espírito natalino ao se unir, destacando a importância dos encontros nas festividades. Ingrid também abordou a representação da mulher brasileira, buscando evitar estereótipos negativos e criando uma personagem que reflete a sobrecarga típica dessas mulheres.

### Desenvolvimento e filmagens
Em 21 de março de 2023, o Amazon Prime Video divulgou em suas redes sociais o início das filmagens de O Primeiro Natal do Mundo, que foi produzido como status de primeira obra natalina brasileira do serviço de streaming. Produção original da plataforma, Lázaro Ramos e Ingrid Guimarães foram os primeiros atores anunciados no elenco como protagonistas. As gravações foram realizadas na cidade do Rio de Janeiro com a direção da dupla Susana Garcia e Gigi Soares. O roteiro foi assinado por Alessandra Ruiz, Guilherme Ruiz, Carolina Minardi, Leandro Soares e Júlia Lordello. A produção ficou a cargo de André Carreira.

## Lançamento
Em 11 de outubro de 2023, as primeiras imagens do filme foram divulgadas nas redes sociais, destacando o elenco principal. Em 25 de outubro, o Prime Video divulgou que a produção teria sua estreia na plataforma em 8 de dezembro de 2023, iniciando a programação de Natal do serviço de streaming. O trailer do filme foi lançado em 3 de novembro de 2023 e divulgado nos meios de comunicação pela Amazon Prime Video.
No sábado, 25 de novembro de 2023, Lázaro Ramos, Ingrid Guimarães, Fabiana Karla e o elenco lançaram o filme nas salas do Cinemark Downtown, localizado na Barra da Tijuca, na Zona Oeste do Rio de Janeiro.

## Recepção
Em menos de vinte e quatro horas de sua estreia na plataforma da Amazon Prime Video, em 8 de dezembro, o filme ocupou o primeiro lugar entre as produções mais assistidas da plataforma de streaming.

### Crítica

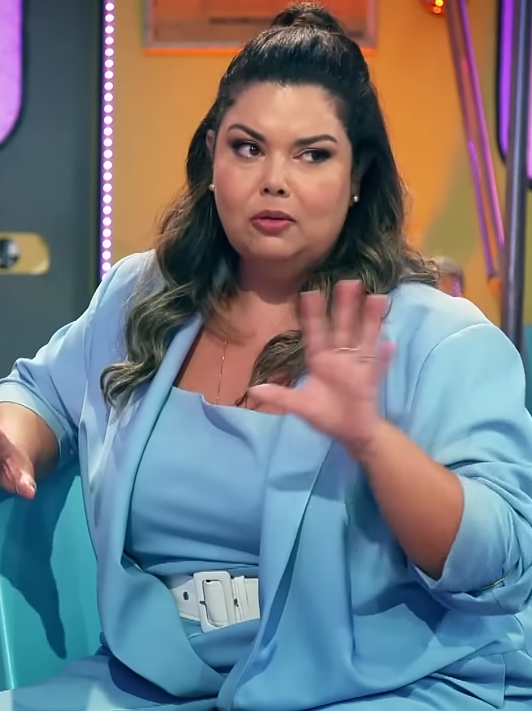
Fabiana Karla foi elogiada pela sua performance como a vilã carismática Silvana.

O Primeiro Natal do Mundo estreou com uma recepção positiva por parte da crítica especializada. Janda Montenegro, do site CinePOP, elogiou o filme como um grande acerto do Prime Video, ressaltando que sua duração de uma hora e meia faz com que, logo nos primeiros minutos, fique claro que a proposta é oferecer uma experiência familiar, ideal para aguardar a chegada do Papai Noel. O roteiro foi descrito como ingênuo, acessível tanto para crianças quanto para o público mais velho, com obstáculos simples que lembram os clássicos programas dominicais da televisão brasileira.
Miguel Morales, do Arroba Nerd, escreveu que o filme "faz um divertido, espirituoso e gostosinho longa de Natal, uma boa opção no catálogo e que faz jus à parceria entre Ramos e Guimarães na gigante do streaming. E fica cada mais claro que o filme acaba por ser um presente para a dupla depois de meses em desenvolvimento e também para os aficionados das comédias natalinas como quem os escreve". Morales também complementou: "E graças também ao timing cômico dos protagonistas, somados com a ótima Fabiana Karla no meio ali de coadjuvante, O Primeiro Natal do Mundo faz um filme que é uma receita fácil de agradar e que entrega mais um bom filme do gênero e que chega diretamente no streaming".
Diandra Guedes, do Canaltech, destacou o filme como uma das melhores comédias natalinas de 2023, elogiando a performance de Theo Matos, um jovem ator de apenas seis anos que brilha em cena como o filho de Tina. Sua habilidade em cantar, dançar e executar momentos cômicos impressionou, mostrando que mesmo uma criança tão pequena pode atuar de forma natural e confiante. Victória Xavier, do portal Terra, comentou sobre a mistura de bom humor e emoção presente na produção. Ela destacou que, além de proporcionar risadas, o filme aborda lições sobre compreensão, conexão e empatia familiar. Em vez de replicar a estética dos filmes natalinos americanos, a produção foca em trazer as tradições brasileiras para a tela, permitindo que o público se identifique com os personagens. Com atuações leves e talentosas, O Primeiro Natal do Mundo se mostra como uma receita perfeita para divertir e emocionar os espectadores.